# أوستينده
نادي رويال أوستينده لكرة القدم (بالهولندية: Koninklijke Voetbalclub Oostende) (تنطق بالهولندية: [kaːˌveː oːˈstɛndə] أو [- oːstˈʔɛndə]) أو كما يعرف اختصارًا باسم أوستينده (بالهولندية: Oostende)، هو نادي كرة قدم بلجيكي محترف يلعب في الدوري البلجيكي الممتاز، تأسس أوستينده عام 1904 تحت اسم VG Oostende، ويقع مقره في أوستند الواقعة في فلاندرز الغربية. حصل الفريق على الدوري البلجيكي الدرجة الثانية مرتين. وحصل على شهادة Matricule ‏ رقم 31.

## التاريخ
تأسس في عام 1911 نادي آخر يسمي AS Oostende ‏، والذي أصبح أفضل نادٍ في المدينة، حيث كان يشارك بانتظام في الدرجة الثانية في الثلاثينيات. وصل AS إلى الدرجة الأولى في منتصف السبعينيات، بينما كان VG يشارك في المستوى الثاني.
دمج الناديين في عام 1981 ليصبحا KV Oostende. لعب النادي الجديد في الدرجة الثالثة لمدة أحد عشر عامًا. ثم صعد إلى دوري القسم الثاني، وصعد في موسمه الأول في الدرجة الثاني إلى الدرجة الأولى. حقق النادي أفضل نتيجة له في دوري الدرجة الأولى عندما أحتلالمركز السابع في موسم 1993-1994.
كان أوستند يلعب في الدرجة الثانية من عام 1995 إلى عام 2013 باستثناء مواسمى 1998-1999 و2004-0 عندما شارك في المستوى الأعلى مرة أخرى، وفي مواسمي 2001-2002 و2002-2003 عندما شارك في الدرجة الثالثة
أعيد تأسيس VG Oostende في عام 1982 بعد عام واحد من الاندماج في أدنى مستوى في مسابقات كرة القدم البلجيكية. استخدم النادي لأول مرة ملعب أرمينونفيل، الذي كان هو تاملعب الأصلي لـ VG. إعلن في عام 2001 أن الملعب غير آمن ، لذلك اضطر النادي للمشاركة مع KV Oostende في ملعب Albertparkstadion حتى عام 2010. اختفى نادي VG Oostende في عام 2013 بعد الإزمة المالية.
في أغسطس 2013، بعد فترة وجيزة من الترقية الجديدة إلى أعلى مستوى، أُعلن أن رئيس مجلس الإدارة والمساهم الأكبر إيف ليجيغير سيخلفه رئيس مجلس إدارة جديد، وهو رجل الأعمال مارك كوك .
أعيد بناء المنصة الرئيسية في ملعب Albertparkstadion في ربيع عام 2016، وتغيرت تسمية الملعب إلى Versluys Arena، وزيادة سعة الملعب إلى 8432 مقعد.
إعفى المدير الفني إيف فاندرهايغي من التزاماته بعد بداية كارثية لموسم 2017-18، حيث طُلب من المدير المساعد عدنان أوستوفيتش تولي المسؤولية.
أعلن مارك كوك أنه سيغادر في ديسمبر 2017 بعد شراء رويال أندرلخت مؤخرًا. ثم أُعلن في 8 فبراير 2018 أن بيتر كالانت سيحل محل كوك كرئيس. أكد كوك اهتمامه المستمر بالنادي، وانه لا يزال من المعجبين بالنادي، وسيبقى كمساهم بأقلية.
استحوذت مجموعة استثمارية على نادي رويال أوستينده لكرة القدم في مايو 2020، والمستثمرون الجدد هم مجموعة باسيفيك ميديا، وشين لي، و بارتنرز باث كابيتال، وكريشن سود.

## اللاعبون

### التشكيلة الحالية
آخر تحديث للتشكيلة كان بتاريخ 18 ديسمبر 2020:
| الرقم | الجنسية          | المركز | الاسم            |
| ----- | ---------------- | ------ | ---------------- |
| 1     | الكاميرون        | حارس   | فابريس أوندوا    |
| 2     | إنجلترا          | مدافع  | توبي سيبيك       |
| 4     | إسكتلندا         | مدافع  | جاك هندري        |
| 5     | بلجيكا           | مدافع  | آرثر ثيات        |
| 6     | فرنسا            | وسط    | ماكسيم داربينو   |
| 7     | السنغال          | مهاجم  | مختار جوي        |
| 8     | بلجيكا           | وسط    | فرانسوا ماركيه   |
| 9     | ألبانيا          | مهاجم  | سيندريت جوري     |
| 10    | زامبيا           | مهاجم  | فاشون ساكالا     |
| 11    | بلجيكا           | وسط    | إندي بونين       |
| 12    | بلجيكا           | مدافع  | مارفن ديويل      |
| 15    | ألمانيا          | مدافع  | فريديريك جيكل    |
| 17    | الدنمارك         | وسط    | أندرو هولساجر    |
| 18    | أيرلندا الشمالية | وسط    | كاميرون ماكجيهان |
| 19    | السنغال          | مهاجم  | مامادو ثيام      |

| الرقم | الجنسية | المركز | الاسم                |
| ----- | ------- | ------ | -------------------- |
| 20    | فرنسا   | مدافع  | ثيو نديكا            |
| 21    | النمسا  | مهاجم  | ماركو كفاسينا        |
| 23    | آيسلندا | مدافع  | آري فري سكورسون      |
| 24    | بلجيكا  | وسط    | إيفانجيلوس باتوليديس |
| 25    | بلجيكا  | وسط    | جيل باتالي           |
| 26    | بلجيكا  | وسط    | كيفين فاندندريشه     |
| 27    | بلجيكا  | مدافع  | بريشت كابون          |
| 28    | بلجيكا  | حارس   | غويلاومي هوبير       |
| 29    | بلجيكا  | وسط    | روبي ديهايس          |
| 33    | بلجيكا  | مدافع  | أنطون تانغي          |
| 34    | ألمانيا | وسط    | نيك باتزنر           |
| 73    | بلجيكا  | مهاجم  | جوربن فانهول         |
| 94    | بلجيكا  | حارس   | جوردي شلفهوت         |
| 99    | بلجيكا  | حارس   | برام كاسترو          |

## المدربين
- هان جريزنهوت (1981–82)
- نيديليكو بولاتوفيتش (1982–84)
- دنيس فان فايك (1986–87)
- دنيس فان فايك (30 سبتمبر 1996 – 30 يونيو 1998)
- جان ماري فاف (1 أكتوبر 1998 – 4 فبراير 1999)
- ليو فان دير ألست (1999–00)
- كينيث بريلي لارسن (1 يوليو 2001 – 30 يونيو 2003)
- غيلبيرت بودارت (17 مايو 2003 – 10 يناير 2005)
- محسن اخوندي (13 يناير 2005 – 30 يونيو 2005)
- ويلي ويلنس (1 يوليو 2006–07)
- دنيس فان فايك (20 نوفمبر 2007 – 10 ديسمبر 2007)
- كيرت باتايلي (مؤقت) (11 ديسمبر 2007 – 30 يونيو 2008)
- جان بيير فاندي فيلدي (1 يوليو 2008 – 4 مارس 2009)
- تييري بيستر (3 مارس 2009 – 14 فبراير 2011)
- فريدريك فاندربيست (16 فبراير 2011–15)
- إيف فاندرهايغه (2015–2017)
- عدنان كوستفيك (مؤقت) (17 سبتمبر 2017 –17 أكتوبر 2017)
- عدنان كوستفيك (17 أكتوبر 2017 – 30 يونيو 2018)
- دنيس فان فايك (2018–2019)
- كور اينجيبريجتسين (2019)
- دنيس فان فايك (31 ديسمبر 2019 – 2 مارس 2020)
- عدنان كوستفيك (4 مارس 2020 – 7 يونيو 2020)
- الكسندر بليسين (7 يونيو 2020 – )

## لاعبين سابقين
| - زلاتكو أرامباسيك - باول اوكون - نيكو كلايسين - أوليفير دي كوك - لوران دوبواتر - لاندري دياماتا | - توماس فوكيت - كريستوف لويرز - جوردان لوكاكو - آدم ماروسيك - هارولد ميسن - بنيامين موكولو | - أنتوني بورتييه - فريدريك فاندربيست - بيورن فليمينكس - إدين راميتش - توماس فوكيت | - مايك أوكوث أوريغي - كيرت أكسلسون - ديفيد روزينال - روجر لوكاكو - نيكولاس لومبارتس |

## الجوانب القانونية والاقتصادية

### أكبر الصفقات
يلخص الجدولان أدناه أكبر المبيعات والمشتريات للاعبين في تاريخ نادي أوستنده.
| الترتيب | الاعب              | قيمة الشراء     | من                 | بتاريخ        |
| 1       | نيكولاس دي بريفيل  | 4,5 مليون يورو  | ستاد ريمس          | 10 أغسطس 2016 |
| ------- | ------------------ | --------------- | ------------------ | ------------- |
| 2       | زينهو جانو         | 2,5 مليون يورو  | فاسلاند بيفيرين    | 16 أغسطس 2017 |
| 3       | نيكولاس لومبيرتس   | 1,5 مليون يورو  | زينيت سانت بطرسبرغ | 11 يوليو 2017 |
| 4       | ريتشايرو زيفكوفيتش | 1,2 مليون يورو  | أياكس أمستردام     | 11 يوليو 2017 |
| 5       | أنديل جالي         | 1,14 مليون يورو | أورلاندو بيراتس    | 25 يناير 2014 |

| الترتيب | الاعب              | قيمة البيع      | إلى             | بتاريخ         |
| 1       | لاندري ديماتا      | 11,5 مليون يورو | نادي فولفسبورغ  | 11 يوليو 2017  |
| ------- | ------------------ | --------------- | --------------- | -------------- |
| 2       | آدم ماروسيك        | 6,50 مليون يورو | نادي لاتسيو     | 11 يوليو 2017  |
| 3       | نيكولاس دي بريفيل  | 4,5 مليون يورو  | نادي ليل        | 11 يوليو 2017  |
| 4       | جوردان لوكاكو      | 4 مليون يورو    | نادي لاتسيو     | 22 يوليو 2016  |
| 5       | ريتشايرو زيفكوفيتش | 2,5 مليون يورو  | تشانغتشون ياتاي | 18 فبراير 2019 |

## روابط خارجية
- K.V. Oostende